# Rossen Plewneliew

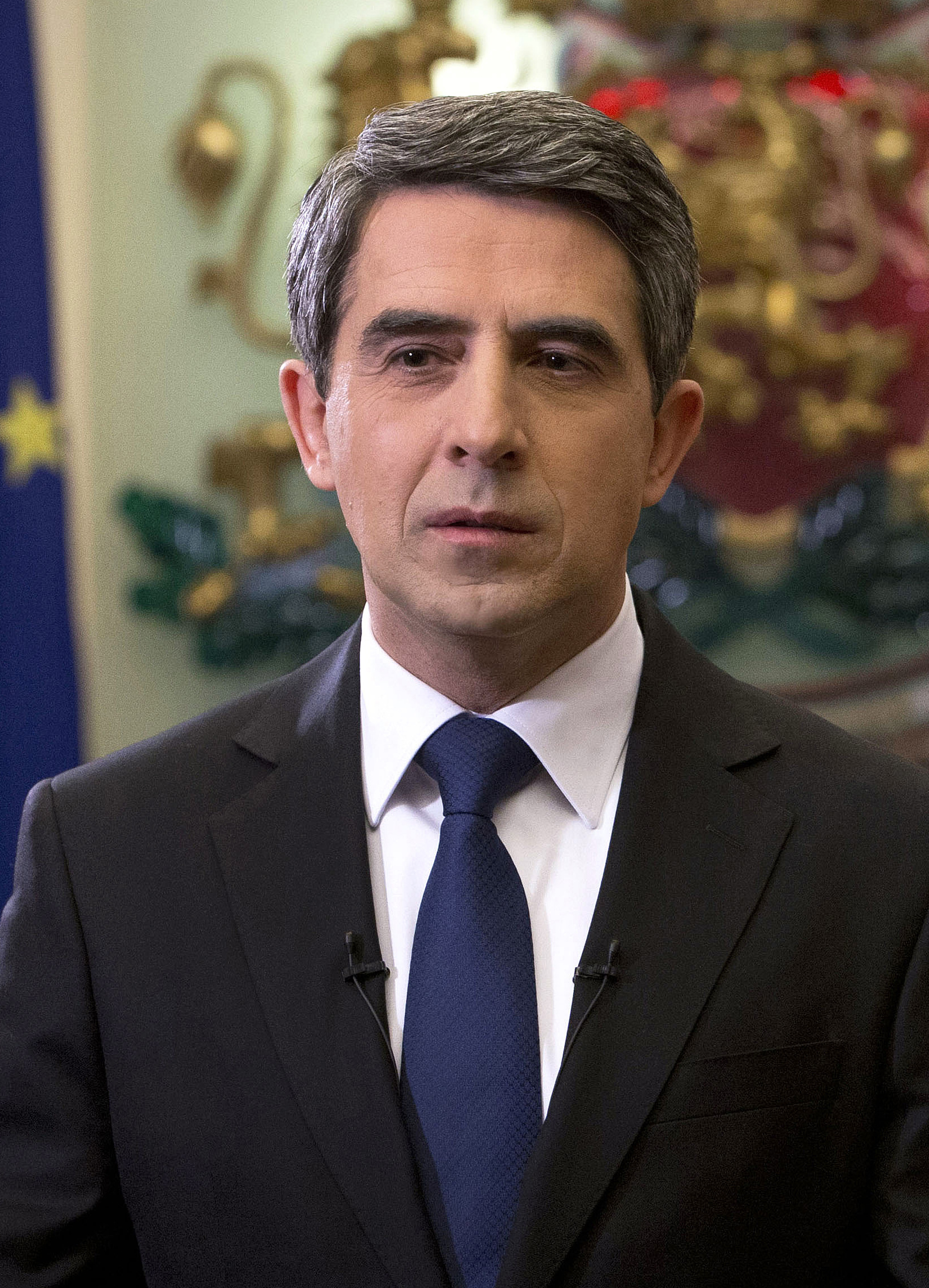
Rossen Plewneliew im Januar 2015

Rossen Assenow Plewneliew (auch Rosen Asenov Plevneliev geschrieben, bulgarisch Росен Асенов Плевнелиев); (* 14. Mai 1964 in Goze Deltschew, Bulgarien) ist ein bulgarischer Unternehmer, Politiker (GERB) und ehemaliger Minister für regionale Entwicklung des Landes. Er wurde am 30. Oktober 2011 zum bulgarischen Präsidenten gewählt und war vom 22. Januar 2012 bis zum 22. Januar 2017 im Amt.

## Leben

### Familie und Ausbildung
Rossen Plewneliew wurde am 14. Mai 1964 in der bulgarischen Stadt Goze Deltschew geboren. Seine Vorfahren stammen aus dem heutigen griechischen Petrusa bei Drama (siehe Makedonische Bulgaren) welche 1913 im Zuge des Zweiten Balkankrieges vertrieben wurden. Im Alter von zehn Jahren zogen seine Eltern nach Blagoewgrad. Dort besuchte er zwischen 1978 und 1982 das Mathematikgymnasium. Nach seinem Abitur studierte Plewneliew an der Technischen Universität Sofia Informatik, welche er 1989 abschloss.
Rossen Plewneliew ist mit der Journalistin Juliana Plewneliewa verheiratet, mit der er drei Söhne hat. Diese ist seine zweite Ehe. Aus seiner ersten Ehe hat er keine Kinder. Juliana Plewneliewa gilt als Kritikerin des Ministerpräsidenten Bojko Borissow und nimmt keine öffentlichen Auftritte wahr.

### Unternehmer
Nach dem Fall des Kommunismus in Bulgarien gründete Plewneliew 1990 die Baufirma Iris International, mit der er unter anderem als Subunternehmer größerer Unternehmen auf Baustellen in Deutschland präsent war. Unter den Projekten, die von der Firma in Bulgarien betreut worden sind, sind die Rekonstruktion des Sheraton Hotels in Sofia, der Bau der Zentrale von BNP Paribas-Bulgarien in Sofia und der Bau des Business Parks Sofia. 1994 gründete Plewneliew die LinBulgaria GmbH, 1998 die Lindner Iris Immobilien OOD als Teil der Lindner AG in Bulgarien. Der Bau des Business Parks Sofia erfolgte unter der persönlichen Leitung von Plewneliew. Seit 2009 war er Minister für regionale Entwicklung des Landes in der Regierung von Bojko Borissow.
Plewneliew ist Mitglied in der „Konföderation der Arbeitgeber und Unternehmer in Bulgarien“, in der Amerikanischen Außenhandelskammer in Bulgarien (American Chamber of Commerce in Bulgaria) und in der Stiftung „Für unsere Kinder“ (bulg. За нашите деца).

### Politiker

#### Minister
Im September 2011 wurde Plewneliew von der Partei GERB als Spitzenkandidat für den Präsidentenposten für die Präsidentschaftswahlen 2011 nominiert, die er bei der Stichwahl am 30. Oktober 2011 gewann. Die amtierende Justizministerin Margarita Popowa wurde zum neuen bulgarischen Vizepräsidenten. Am 9. September 2011 legte er sein Ministeramt nieder. Sein Ministeramt wurde von Liljana Pawlowa übernommen.

#### Präsident

##### Wahlen und Prioritäten
Die Präsidentschaftswahlen 2011 fanden am 23. Oktober 2011 statt. Am 30. Oktober 2011 kam es zu einer Stichwahl, aus der Rossen Plewneliew vor Iwajlo Kalfin, als Sieger hervorging. Plewneliew konnte 52,58 % (gültig abgegebenen Stimmzettel) der Bevölkerung überzeugen.
Als eine seiner Prioritäten nannte Plewneliew die Abberufung der bulgarischen Botschafter und Konsuln, die Angehörige der berüchtigten kommunistischen Staatssicherheit (DS) waren (→Bulgarien#Außenpolitik). Daneben wolle er sich für eine Verwaltungsreform, für Nachhaltigkeit der Politik und Wirtschaft, sowie für Energieeffizienz einsetzten.
Plewneliew ist für eine stärkere Rolle Deutschlands innerhalb der Europäischen Union.

##### Amtsführung
Am 19. Januar 2012 kurz nach 10 Uhr leistete Plewneliew den Amtseid vor dem bulgarischen Parlament und dem bulgarischen Patriarchen Maxim I. Der Amtsantritt erfolgte einige Tage später am 22. Januar. Als einer seiner Ersten öffentlichen Auftritte nahm er am 1. Februar, am »Gedenktag für die Opfer des Kommunistischen Regimes« teil. Dabei verurteilte er das Regime und dessen begangene Taten, darunter: die Urteile der kommunistischen Volksgerichte von 1945, als große Teile der politischen, militärischen und intellektuellen Elite des Landes zum Tode verurteilt wurden; die „gewaltsame Bildung“ einer mazedonischen nationalen Minderheit innerhalb Bulgariens, sowie den einstimmigen Beschluss der kommunistischen Elite, die Souveränität Bulgariens preiszugeben und der Sowjetunion beizutreten. Seit der völkerrechtswidrigen Annexion der Krim durch Russland und dem folgenden russischen Krieg in der Ukraine hat sich Plewneliew wiederholt kritisch über die Politik der russischen Regierung unter Präsident Putin geäußert; trotz der lange Zeit guten Beziehungen nach Russland kritisierte er die in seinen Augen aggressiv-nationalistische Politik, die an den Imperialismus des 19. Jahrhunderts erinnere.
Zur Präsidentschaftswahl 2016 trat Plewneliew nicht erneut an. Sein Nachfolger Rumen Radew ist seit dem 22. Januar 2017 im Amt.

## Ehrungen
- Großkreuz des Erlöser-Ordens (Griechenland)[13].
- Im März 2016 ernannte ihn die Regierung der Ukraine zur Person des Jahres[14][15]
- 2016: Goldenes Komturkreuz mit dem Stern des Ehrenzeichens für Verdienste um das Bundesland Niederösterreich[16].
- Ehrenritter des habsburgischen St. Georgs-Orden